# PlayStation All-Stars Battle Royale
PlayStation All-Stars Battle Royale é um jogo brawler de luta que foi desenvolvido pela SuperBot Entertainment em conjunto com a SCE Santa Monica Studio e publicado pela Sony Computer Entertainment para PlayStation 3 e PlayStation Vita. Foi revelado em 26 de abril de 2012 durante o programa de televisão GTTV.
Battle Royale apresenta os mais famosos personagens do universo de PlayStation. De Kratos para Sly Cooper, Sweet Tooth para PaRappa the Rapper, os personagens da Sony de todo o espectro de jogo são reunidos em uma aventura de combate.
A produção do jogo começou em 2009 com uma equipe criativa que inclui membros de vários estudios da Sony. Foi lançado em 20 de novembro de 2012 na América do Norte, 21 de novembro na Europa, 22 de novembro na Austrália e Nova Zelândia e a 23 de novembro no Reino Unido e na Irlanda.

## Jogabilidade
A jogabilidade é conceitualmente similar a série Super Smash Bros. da Nintendo, em que até quatro jogadores podem lutar entre si usando diversos personagens das várias franquias exclusivas do PlayStation (Sony), tais como God of War, PaRappa the Rapper e Sly Cooper. Há, no entanto, diferenças na forma como os adversários são derrotados. Durante o jogo, os jogadores lutam com outros para causarem danos em seus adversários fazendo com que o medidor de energia (AP) na parte inferior da tela aumente. Há 3 níveis de energia que podem ser acumuladas, um nível para cada tipo de golpe especial, sendo as de nível 3 as mais poderosas. Os jogadores só conseguem ganhar pontos matando o adversário com um golpe especial. Qualquer outro golpe só fará com que o medidor de energia aumente. As arenas também usam temas de franquias já conhecidas, como uma fase que mistura os mundos de God of War com Patapon, mapas inspirados em LittleBigPlanet e muito mais, passando até por "testes" de Buzz!.

## Personagens
Abaixo personagens jogáveis:
| Personagem           | Série              | Série |
| -------------------- | ------------------ | ----- |
| Big Daddy            | BioShock           |       |
| Cole MacGrath        | Infamous           |       |
| Colonel Radec        | Killzone           |       |
| Dante                | Devil May Cry      |       |
| Evil Cole            | Infamous           |       |
| Fat Princess         | Fat Princess       |       |
| Heihachi Mishima     | Tekken             |       |
| Jak e Daxter         | Jak and Daxter     |       |
| Kratos               | God of War         |       |
| Nariko               | Heavenly Sword     |       |
| Nathan Drake         | Uncharted          |       |
| PaRappa              | PaRappa the Rapper |       |
| Raiden               | Metal Gear         |       |
| Ratchet e Clank      | Ratchet & Clank    |       |
| Sackboy              | LittleBigPlanet    |       |
| Sir Daniel Fortesque | MediEvil           |       |
| Sly Cooper           | Sly Cooper         |       |
| Spike                | Ape Escape         |       |
| Sweet Tooth          | Twisted Metal      |       |
| Toro Inoue           | Everyday Together  |       |

###### Personagens por DLC
Cada personagem tem um custo de 4.99€
| Personagem    | Série        | Série |
| ------------- | ------------ | ----- |
| Emmett Graves | Starhawk     |       |
| Isaac Clarke  | Dead Space   |       |
| Kat           | Gravity Rush |       |
| Zeus          | God of War   |       |

## Estágios
Alguns dos estágios presentes no jogo:
| Estágio          | Combinação dos jogos (Série)  |
| ---------------- | ----------------------------- |
| Dojo             | PaRappa the Rapper e Killzone |
| Paisagem Onírica | LittleBigPlanet e Buzz!       |
| Franzea          | LocoRoco e Metal Gear         |
| Hades            | God of War e Patapon          |
| Metropolis       | Ratchet & Clank e God of War  |
| San Francisco    | Resistance e Ratchet & Clank  |
| Sandover Village | Jak & Daxter e Hot Shots Golf |
| Torre de Alden   | Infamous e Sly Cooper         |
| Time Station     | Ape Escape e Resistance       |

## Recepção
PlayStation All-Stars Battle Royale recebeu críticas geralmente médias. Os críticos elogiaram a mecânica multijogador e de combate do jogo, mas criticaram sua falta de conteúdo, imagens estáticas no modo campanha e poucas cutscenes. O uso de super movimentos como a única maneira de derrotar um jogador teve recepção mista. Enquanto alguns críticos achavam que faltava profundidade, outros acreditavam que encher o medidor para conseguir uma estratégia adicional nocauteada para uma experiência de luta decente.  O jogo atualmente possui uma pontuação de 74 na versão PlayStation 3 e uma 75 pontos para a versão PlayStation Vita no Metacritic.
Os dois apresentadores do talk show Good Game deram ao jogo uma nota 6 de 10. Enquanto a mecânica de combate do jogo era elogiada, críticas foram feitas ao mecanismo defeituoso dos "Super Moves", dizendo: "Na maioria dos jogos de luta, cada ataque que você faz é cortado a barra de saúde do seu oponente ou, no Smash Bros., isso aumenta o contador de danos e, quanto maior o dano, mais ataques os derrubam, mas neste jogo tudo o que você tem é o super medidor! Cada ataque aumenta ele. Mas se você errar o seu super, todo o ataque que você fez nos últimos minutos não servirá de nada. Essencialmente, todo o seu progresso é apagado ". A seleção de personagens jogáveis também atraiu críticas, pois os anfitriões sentiram que muitos dos personagens foram adicionados devido ao seu apelo de marketing, e não à adequação de um jogo de luta.
O designer de personagens de PaRappa, Rodney Greenblat, ficou feliz ao ver PaRappa retornar aos videogames, mas ele não ficou feliz em vê-lo em um jogo violento. "Estou muito feliz que PaRappa esteja voltando um pouco, mas não tão feliz por ele estar em um jogo de batalha cheio de armas. Na verdade, o jogo Battle Royale é divertido, e eu tenho que fazer o possível para recuperar Parappa de volta. na cena do jogo. Minha esperança é que a Sony realize o verdadeiro potencial de ouro de Parappa e me peça para criar alguns jogos novos. Aprendi muito e acho que Parappa pode ser ótimo novamente ", disse Greenblat.
A IGN deu ao jogo um 8/10, declarando; "Ele combina personagens, ambientes e idéias em um pacote apertado que é digno de consideração para quem possui um PlayStation 3 e PlayStation Vita e se considera um fiel da marca ou simplesmente um fã de longa data ... Sei que será difícil para alguns céticos acreditarem, mas o PlayStation All-Stars é o seu próprio jogo, e até faz algumas coisas melhores do que o inspirava. A GameSpot deu ao jogo uma pontuação de 6,5 / 10, comentando "Existem jogos melhores e mais fluidos por aí para os lutadores sérios, e existem jogos mais acessíveis para os interessados em um pouco de tolice. Ao tentar misturar os dois, o PlayStation All-Stars Battle Royale acaba sendo competente em ambos e o mestre de nenhum.
Em 21 de dezembro de 2012, o jogo foi indicado para o Melhor Jogo de Luta Geral da IGN e ganhou o IGN People's Choice Award.
O jogo também recebeu o Jogo de Luta do Ano, no D.I.C.E Summit's Interactive Achievement Awards de 2013.

### Vendas e futuro
Shuhei Yoshida confirmou que mais de um milhão de cópias do jogo haviam sido vendidas até 12 de junho de 2013, embora ele admitisse que, na época, isso não era suficiente para justificar uma sequência ou o desenvolvimento de um DLC adicional para o jogo. Ele afirmou que, embora estivesse pessoalmente satisfeito com a implementação crossover dos personagens e dos mundos, ele via mais potencial para isso dar certo usando diferentes mecânicas de jogo. Em agosto de 2013, uma coleção de minijogos grátis para jogar, PlayStation All-Stars Island, foi lançada para dispositivos iOS como uma promoção cruzada com a Coca-Cola Zero. O jogo foi posteriormente disponibilizado para plataformas Android também, mas ambas as plataformas só tiveram um lançamento limitado em territórios europeus específicos.